# AEA Maverick
Le Maverick est un monoplan monoplace de sport et de voltige australien dessiné par Graham Swannell et Geoff Danes pour les constructeurs amateurs, au sein de l'AEA.
C’est un monoplan monoplace à aile basse cantilever et train classique fixe faisant largement appel aux matériaux composites dans sa construction. Un prototype [VH-JOX] a pris l’air en décembre 1987, et a été présenté dans de nombreux meetings australiens. Équipé d’un moteur de seulement 100 ch, il est calculé pour supporter des facteurs de charge de +6 à −3 g, dont apte à effectuer toute la voltige aérienne. Malgré cela aucun appareil supplémentaire n'a été construit.